# رفع العلم فوق إيو جيما
رفع العلم فوق آيوو جيما هي صورة أيقونية لستة من أفراد قوات مشاة بحرية الولايات المتحدة يرفعون علم الولايات المتحدة فوق جبل سوريباتشي خلال معركة ايو جيما في المراحل الأخيرة من حرب المحيط الهادئ.الصورة التقطها جو روزنتال من وكالة أسوشيتد برس في 23 فبراير 1945 ونشرت لأول مرة في صحف الأحد بعد يومين وأعيد طبعها في آلاف المنشورات. كانت الصورة الوحيدة التي فازت بجائزة بوليتسر للتصوير الفوتوغرافي في نفس عام نشرها،واستخدمت لاحقًا لبناء نصب مشاة البحرية الحربي في عام 1954،والذي خصص لتكريم جميع أفراد مشاة البحرية الذين لقوا حتفهم في الخدمة منذ عام 1775. يقع النصب التذكاري،الذي نحته فيليكس دي ويلدون في أرلينغتون ريدج بارك.